# فرانک لاسلز (دیپلمات)
سر فرانک کاوندیش لاسلز GCB GCMG GCVO PC (زاده ۲۳ مارس ۱۸۴۱م. – درگذشته ۲ ژانویه ۱۹۲۰م) دیپلمات بریتانیایی که به عنوان سفیر در روسیه و آلمان و ایران خدمت کرد.

## خانواده و تحصیلات
لاسلز در لندن متولد شد، او پنجمین پسر ویلیام لاسلز بود و پدرش سومین پسر هنری لاسلز یعنی دومین ارل هروود بود. مادر او لیدی کارولین هاوارد، دختر جورج هاوارد، ششمین ارل کارلایل بود. او در مدرسه هارو تحصیل کرد و در سال ۱۸۶۱م. به خدمت سرویس سیاسی درآمد.

## مشاغل سیاسی
لاسلز در سفارتخانه‌های بریتانیا در مادرید، پاریس، رم، واشینگتن دی سی و آتن در سمت‌های پایین‌تر یه عنوان کارمند خدمت کرد. او در سرویس سیاسی توسط ریچارد لیون، اولین ویسکونت لیون، آموزش دید و عضوی از «مدرسه لیونز» بود که در ساختار سیاسی بریتانیا طرفدار حزب محافظه‌کار است. لاسلز از ۲۰ مارس تا ۱۰ اکتبر ۱۸۷۹م. در آخرین سال‌های سلطنت خدیو اسماعیل پاشا، سرکنسول مصر بود. در سال ۱۸۷۹م. او در بلغارستان که از زمان معاهده برلین در سال ۱۸۷۸م. یک حکومت خودمختار بود، سرکنسول شد. سپس تا سال ۱۸۸۷م. در بلغارستان ماند و در ادامه به عنوان وزیر مختار، از ۱۸۸۷م. تا ۱۸۹۱م. در رومانی؛ و از ۱۸۹۱م. تا ۱۸۹۴م. در ایران خدمت کرد، در ایران خواهرزاده‌اش گرترود بل با او دیدار کرد. او بین سال‌های ۱۸۹۴م. و ۱۸۹۵م. برای مدت کوتاهی به عنوان سفیر در روسیه خدمت کرد، اما در سال آخر به عنوان جانشین سر ادوارد مالت به عنوان سفیر در آلمان منصوب شد.
دوران مسئولیت او در برلین شاهد گسیختگی فزاینده در روابط آلمان و بریتانیا بود و لاسلز مجبور شد تنها چند روز پس از ورودش با تأثیرهای واقعه معروف به تلگرام کروگر مقابله کند. روابط او با امپراتور ویلهلم دوم همیشه صمیمانه بود، اما او از سیاست‌های صدراعظم آلمان برنهارد فون بولو ناراضی بود. او در سال ۱۹۰۸م. از مقام خود استعفا داد اما تا زمان جنگ جهانی اول در روابط انگلیس و آلمان نفوذ داشت.
لاسلز در سال ۱۸۸۶م. به عنوان شوالیه KCMG، برگزیده شد و در سال ۱۸۹۲م. به مقام GCMG ارتقا یافت، در سال ۱۸۹۷م. به GCB منتصب شد، و GCVO در سال ۱۹۰۴ پس از ملاقات پادشاه ادوارد هفتم با امپراتور ویلهلم دوم در کیل. او در سال ۱۸۹۴م. در شورای خصوصی پذیرفته شد

## خانواده

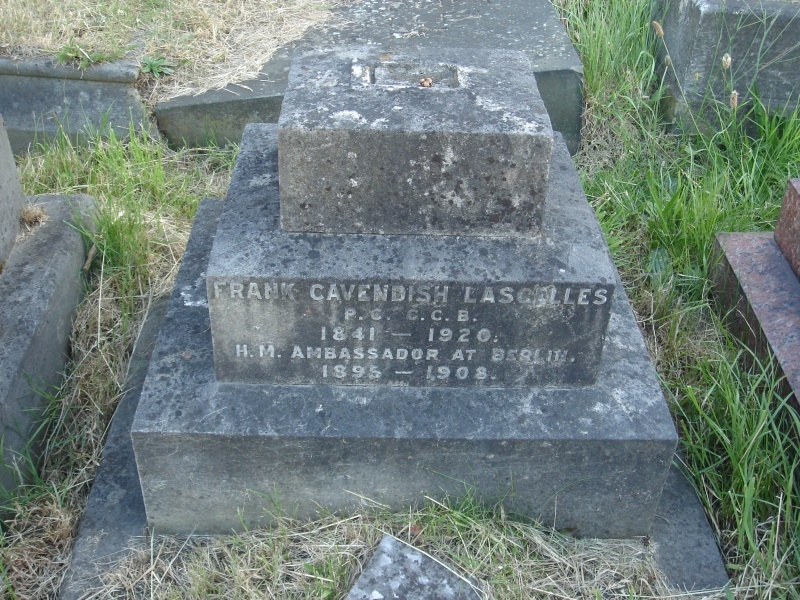
بنای تدفین، گورستان برومپتون، لندن.

در سال ۱۸۶۹م. لاسلز با مری اما اولیف (۱۸۴۵–۱۸۹۷م)، دختر سر جوزف اولیف که پزشک سفارت بریتانیا در پاریس بود، ازدواج کرد. حاصل این ازدواج سه فرزند بود:
- ویلیام فرانک لاسلز (۲۱ مارس ۱۸۶۳م. - ۸ مارس ۱۹۱۳م)، با بانو سیبیل بوکلرک (۱۸۷۱–۱۹۱۰)، دختر ویلیام بوکلرک، دهمین دوک سنت آلبانز ازدواج کرد.
- جرالد کلود لاسلز (۱۹ ژوئیه ۱۸۶۹–۲۶ ژوئن ۱۹۱۹)، با سیسیل رافو ازدواج کرد.
- فلورانس کارولین لاسلز (۲۷ ژانویه ۱۸۷۶–۹ دسامبر ۱۹۶۱)، با سر سسیل اسپرینگ رایس ازدواج کرد.

لاسلز بیش از بیست سال پس از فوت همسرش زنده ماند و در سال ۱۹۲۰م. در سن ۷۸ سالگی درگذشت. او در گورستان برومپتون لندن به خاک سپرده شد.

## کتابشناسی
- - "Lascelles, Rt Hon. Sir Frank (Cavendish)". Who Was Who. 1 December 2007.